# Johan Nygaardsvold
Johan Nygaardsvold, född 6 september 1879 i Hommelvik, död 13 mars 1952, norsk politiker för arbeiderpartiet. 
Nygaardsvold var Norges statsminister 1935-1945.

## Biografi
Nyggardsvold var sågverks- och tegelbruksarbetare i Norge 1891-1901. Mellan 1902 och 1907 arbetade han i Kanada. Han satt i skolstyrelsen 1910. 1915 blev Nygaardsvold lagerarbetare i Hommelvik. 1916 kom han för första gången in i stortinget, och där satt han till 1949. Under somrarna 1916-1920 jobbade han i skogsindustrin i Sverige. 1920-1922 var han borgmästare i Malviks kommun. Under den period på två månader som Christopher Hornsrud var statsminister 1928 var Nygaardsvold jordbruksminister.
Från 1923 var tillhörde han arbeiderpartiets styrelse, var 1928 och åter 1934-35 stortingspresident och president i Lagtinget 1928-33.
Han var socialdemokratisk statsminister 1935-1945. Han och hans regering var i exil i London under Tysklands ockupation 1940-1945; redan 9 april flydde han huvudstaden och anlände 7 juni till London. I Norge klandras han för att med flykten underlättat den tyska invasionen. Han tvingades följaktligen avgå sommaren 1945, kort efter sin återkomst, till förmån för Einar Gerhardsen, och tvingades utstå att Stortinget utredde hans förehavanden i Undersökningskommissionen 1945.
Nygaardsvold avled på grund av cancer.